# 東京DOGS
『東京DOGS』（とうきょうドッグス）は、2009年10月19日から12月21日まで、フジテレビ系列毎週月曜日21時 - 21時54分の「月9」枠で放送された小栗旬主演の刑事ドラマである。初回は15分、最終回は25分拡大放送。ハイビジョン制作。全10話。

## 概要
月9枠では1988年の『君の瞳をタイホする!』以来22年ぶりとなる刑事ドラマである。福田雄一脚本によるオリジナルストーリーで、ニューヨーク市警察のエリート刑事・高倉奏と、血の気が多い暴走族上がりの刑事・工藤マルオがバディを組み、数々の事件に挑んでいく。
番組タイトルの「DOG」の意味は、警察犬と、スラングで「ダメな奴」というダブル・ミーニングである。
小栗旬の連続ドラマ主演は、『貧乏男子 ボンビーメン』（2008年・日本テレビ系）に続いて2作目で、フジテレビ系の連続ドラマには『花ざかりの君たちへ〜イケメン♂パラダイス〜』以来約2年ぶり、月9枠に於いては初出演となる。また、共演の水嶋ヒロも月9枠は初出演となる。本作品のヒロインを演じる吉高由里子は『太陽と海の教室』以来2度目の月9作品への出演となった。

## あらすじ
小学生のころに父親を目の前で殺された過去を持つ高倉奏は、ニューヨークで父の事件と関係する国際麻薬シンジケートを摘発すべく日本から派遣された工藤マルオを含む100人以上の捜査員を指揮していたが、作戦は失敗に終わってしまう。後に奏は責任を取らされ、日本へ渡りマルオの所属する警視庁特殊捜査課にやって来る。そこでマルオとバディを組み、事件現場に1人取り残されていた記憶喪失の女性・松永由岐を警護することになる。

## キャスト

### 主な人物
高倉奏 (26) - 小栗旬、澁谷武尊（幼年期）
本作品の主人公。階級は巡査部長。17年前に刑事であった父親を目の前で殺された過去を持ち、その犯人である国際麻薬シンジケートのボス神野を追って渡米し刑事に。組織摘発に失敗したため、ニューヨーク市警察から出張捜査へ放り出される形で警視庁特殊捜査課にやって来た。軍歴があるため武術や射撃にも精通しており、料理も得意。生真面目で融通が全く利かない、いわゆる堅物で、無愛想。歯に衣着せぬ物言いで自らの理論をマルオたちに押し付けるため、反発を生むことが多い。始めは由岐を捜査の道具として扱っていたが、共に過ごしていくうちに一人の女性として見るようになり、不器用ながら彼女を気遣うようになる。また、日本を離れていたため「キモい」などの俗語に疎く、生真面目さが祟って何事も真剣に捉えてしまう天然な一面もある。勤務中に電話をかけてくる母親を迷惑がっているが、実は母親に頭が上がらない極度のマザコン。犯人は銃を所持していることを前提として捜査を行い、事ある毎に発砲する。また、七つ道具が入っていると思われるバッグを常に持ち歩いている（内容物は、ロープや集音機、ガムテープなど）。使用拳銃はアメリカのキンバー社製のM1911タクティカルカスタムII（ベースはタニオ･コバ GM－7）。愛車はS200型トヨタ・クラウンアスリート。
工藤マルオ (25) - 水嶋ヒロ
警視庁特殊捜査課所属の刑事。階級は巡査部長。元暴走族（夜露頭屋・第三代総長）上がりの叩き上げ。NYでの麻薬捜査の一件で警視庁より応援に行き、奏に出会う。奏の左遷に伴い、不本意ながらバディを組まされるが、その型破りな捜査方法に納得がいかず、たびたび衝突する、そのため奏のことを名前では呼ばずに「アメリカの先生」と呼んでいた。人情深く熱血漢な性格だが、感情的になりやすく頭に血が昇りやすい。ノリが軽く、仕事中にもかかわらずナンパをするなど、女性好きな一面を持ち、趣味は合コン。奏の天然に対してツッコミ役や、場の空気が悪くなると和ませたりなど、常識的な一面を持ち合わせている。暴走族時代の舎弟を家族のように大切に思っているが、未だ足代わりに使ったりすることもある。由岐に対して恋愛感情を抱くようになってからは、趣味の合コンに参加しなくなる。使用拳銃はSIG P226R（タナカ SIG P226)。
松永由岐 (23) - 吉高由里子、文屋愛海（幼年期）
NYでの麻薬捜査の現場に取り残されていた謎の女。パスポートから名前と年齢が分かった。事件の鍵を握っていると思われるが、記憶を無くしており、日本で治療を受けることになる。麻薬組織から口封じのために狙われており、奏やマルオに保護されているが、その過剰な保護ぶりに苛立ちを感じている。ワガママな面があり、ハッキリとモノを言う気丈さを持つ。少々口が悪い。姉が1人おり、両親とは中学生のときに事故で死別。高校卒業後はアメリカに留学。自分を捜査の道具としか見ていない奏に対し反発することが多かったが、時折見せる不器用な優しさに次第に惹かれ始める。しかし、記憶を取り戻すにつれて、かつて恋人同士であった神野京介への感情も思い出し、奏に対し複雑な思いを抱く。
最終話にて、神野の誘いを断り、奏に告白しようとするが背後から近付いたため、彼から一本背負いで投げ飛ばされてしまう。
堀川経一 (23) - 勝地涼
警視庁・特殊捜査課所属の刑事。奏が日本に来てからは、奏とマルオのサポート役となる。東京大学法学部卒のキャリアだが、やや実戦には弱く苦戦中のヘタレ刑事。由岐の記憶が戻り始めるまでの間、レストランでバイトしながら見張り役として働いていたが、その後は捜査課へと戻る。
益子礼二 (40) - 東幹久
警視庁・特殊捜査課所属の刑事。階級は警部補。課長に自ら担当の事件の報告を行うも、全く相手にしてもらえない。主にデータ収集を担当。家庭をとても大事にしており、中1の娘と小5の息子を持つ子煩悩な、いわゆるマイホームパパ刑事。
鈴江光男 (59) - 志賀廣太郎
警視庁・特殊捜査課所属の刑事。階級は警部補。通称・鈴さん。昔、奏の父親および大友と組んでいた。ノンキャリの人情派刑事。取調べを得意とする。
田中真紀 (23) - 臼田あさ美
堀川の彼女。大企業勤務のOL。とても嫉妬深く、経一が捜査しているところを尾行する・ETCの通過履歴を見る・携帯のGPSで位置を常に確認するなど、半ばストーカーに近い行為を行っている。同い年の由岐と親しい。
西岡ゆり (29) - ともさかりえ
関東医科大学病院の女医。由岐の主治医。由岐の診療方針を巡って奏と対立する。
甲斐崎ヒロト (27) - 水上剣星
神野の組織の一員。神野を殺し、組織のトップになろうと企んでおり、「吉村」という偽名で由岐のアルバイト先に潜伏し彼女に接触する。彼女を襲い人質にして神野を誘き寄せようとするも奏とマルオに逮捕されるが、組織に狙撃され入院。入院中、神野に殺害される。
蒲田シゲオ (22) - 矢崎広
マルオの暴走族時代からの後輩。合コン仲間。マルオとは兄弟のように想い合い信頼しあっている。通称「シゲ」。
高倉カリン (17) - 川口春奈
奏の妹。中谷と付き合っている。
中谷祥太 (17) - 吉村卓也
カリンの彼氏。高倉家に入り浸っており、奏のことを「お兄さん」と呼び馴れ馴れしくするため、当の奏からは疎まれている。高校球児で、甲子園出場を目指している。
高倉京子 (53) - 田中好子（特別出演）
奏の母親。奏を溺愛していて、奏が勤務中でもお構いなしに私用電話をかける。韓国ドラマが好き。天然ボケの節がある。
舞島ミサ (38) - 大塚寧々
警視庁・特殊捜査課所属の係長。階級は警部。一見規律に厳しい上司だが、中間管理職という微妙な立場のため、上司の大友の一言で意見がコロコロ変わる。独身で結婚経験なし、彼氏なしの「お局」刑事。過去に婚約していた男性がいたが、結婚式の当日に自分が担当していた連続企業脅迫事件に関する有力な情報が入ったため、式を投げ出して犯人を逮捕した。結局結婚は破談になり、以降あまり事件に深入りをしなくなっている。
大友幸三 (57) - 三浦友和
警視庁・特殊捜査課課長。階級は警視。基本的に捜査は部下の自主性に任せている放任主義。奏の父親とは同期で、NYでミスした奏を特殊捜査課に受け入れた。高倉家とは親しい間柄で、奏の良き理解者。

### 各話ゲスト

#### 第1話
棚島秀夫 (28) - 成宮寛貴
銃刀法違反の前科を持つ麻薬組織の一味。奏に無断で外出した由岐と警護に当たっていた堀川を誘拐するも、奏とマルオに追い詰められ、最期は甲斐崎の指示により自殺した。
棚島の仲間 - 青木伸輔、大野俊亮
奏の父親 - 飯田基祐
17年前に神野により殺害され殉職。

#### 第2話
小宮山義彦 (40) - 杉本哲太
弁護士。妻とは離婚し、息子と二人暮らしをしていたが、仕事を優先するあまり息子を蔑ろにしていた。政界進出を狙う柴田を弁護した経験があり、彼の全てを知り尽くしていたため自宅前で狙撃され、奏とマルオが警護を担当。
小宮山宏輔 - 小林海人
義彦の息子。光星小学校3年。「悪い弁護士の子供」としていじめを受けていた。義彦が自宅前で狙撃されたことから奏たちが住む警視庁の社宅で保護される。ゲームが得意。
小宮山法律事務所の秘書 - 中村ゆり
柴田雄三 - 佐々木勝彦
新京建設社長。小宮山法律事務所の顧客。5年前義彦にゼネコン汚職事件を隠蔽させた。政界進出を狙っており、自分の全てを知る義彦の暗殺を指示。
義彦を狙撃しようとした男 - 遠藤要、堺沢隆史
下山 - 石川裕一（第2話-第8話）
甲斐崎の仲間。後に甲斐崎と共に奏とマルオに逮捕されるも神野の組織に狙撃され死亡。
茂山剛 - 山崎樹範（第2話、第4話-第7話）
由岐がアルバイトをすることになったレストランの店長。
無名のギャル女子高生役 - アイドリング!!!の12号河村唯と20号大川藍

#### 第3話
木内真二 - 鈴木亮平
マルオとシゲオの先輩で一児の父。元ヤクザで、足を洗って妻とクリーニング店を経営していたが、組から脅され古川明を殺害。その罪をシゲオに着せようと画策するも、外部に発表されていない被害者の名前を口にしたことを奏に見破られ逮捕された。
恵理 - 浅見れいな、中川真桜（幼年期）
由岐の姉。由岐とは音信不通だった。
木内洋子 - 梅宮万紗子
真二の妻。
シゲオの祖父 - 奥野匡
シゲオの祖母 - 森康子
蒲田食堂を経営。
古川明 (28) - 沖原一生
雄正会が経営するサラ金会社「トータル金融」に勤務。蒲田食堂を襲った後に木内に殺害された。

#### 第4話
田村洋二 - 板尾創路
舞島が担当していた連続企業脅迫事件の犯人。1か月前に出所し更生。現在は青森県で出稼ぎをしている。
大山哲平 (22) - 細田よしひこ
東律大学4年。望月パンに内定を取り消されたことを理由に、仲間と共に田村と似た手口で食パンに青酸カリを混入させ嫌がらせを行った。
宮田淳二 (43) - 高杉亘
神野の組織幹部。アメリカから日本へ帰国しており、遺体で発見された。

#### 第5話
三島 - 風間トオル
モデル事務所「Vintage」の社長。モデルの売春と麻薬取引の斡旋を行っていた。
松尾和之 - 佐戸井けん太
玲子の父親。
松尾順子 - 長野里美
玲子の母親。
松尾玲子 (17) - 近野成美
モデルになることを志して家出した女子高生。両親に無断でモデル事務所「Vintage」の宿泊施設に宿泊していた。
中尾 - 坂田聡
神野の組織の下っ端。子供が出来たため組織から足を洗うことを決意。狙われている自分を保護することを条件に、奏に麻薬取引の情報を流すが、組織に露見し殺害される。
安藤友秋 - 氏家拓朗
モデル事務所「Vintage」のスカウトマン。麻薬取引を行っていた。
Vintageのモデルの女性 - misono、小松彩夏

#### 第6話
室井 - 清水綋治
室井組の組長。

#### 第7話
矢野亮介 - 塚本高史
プロ球団「シャークス」の選手で、日米対抗野球の日本代表投手。中学の時に父親を事故で亡くし、デビュー後は野球で母と妹を支えていたが、肩を壊してしまい、2軍へ落ちて治療費として負った借金を返済できなくなるのではという恐怖から、野球賭博に関与することになる。
小沢 - 宮本和知
日米対抗野球の日本代表監督。
矢野エリカ - 石丸佐知
亮介の妹。
矢野きみえ - 深沢エミ
亮介の母親。
フィットネスの客 ‐ 磯山さやか

#### 第8話
甲斐崎の部下 - 池田鉄洋
甲斐崎が由岐を拉致する際に奏を引き留める罠として「神野の居場所を知っている」と署に出頭してきた。
真中 - 工藤俊作（第7話、第9話、第10話）
神野の組織の男。

#### 第9話
神野京介 (40) - 仲村トオル（第9話-第10話）
奏が追っている麻薬組織のボス。中学3年のときに両親が離婚した際、親戚の一人から暴力団グループに引き入れられ、その後、麻薬組織を執拗に追っていた奏の父親を殺害したことにより、若くして組織のトップとなり現在では世界的なマフィアのボスの地位にある。左手首には奏の父に付けられた傷跡が残っている。由岐が高校卒業後にアルバイトをしていたレストランで彼女と出会い、周囲の反対を押し切って恋人同士となった。組織はアメリカと日本に拠点を持ち、麻薬取引を主な資金源としているが、賭博行為にも関わっている。頭の回転が速く、警察や他の組織の行動を先読みし部下に指示し取引などを行っている。部下に対しては失敗を許さず、一度でも失敗すれば、海に沈めたり、射殺するなどの制裁を課す。組織を裏切り、病院に入院していた甲斐崎を殺害したほか、東京湾には神野が殺害した100人以上の部下の遺体が沈んでいる。また幅広いネットワークを持ち、自分に敵対または障害となる人物も容易く探し出す。これまでに20人のマフィアのボスを殺害している。アメリカの麻薬王・ロッシを殺害することにより、アメリカの麻薬取引所得の9割を得ようと画策したが、奏によって阻止され逮捕される。

#### 最終話
三上真一郎 - 別所哲也
ニューヨーク市警の警部。奏がニューヨークにいたころの上司で、神野捜査の指揮官として来日。
デイビッド・ロッシ - ピエトロ・クリスト
アメリカの麻薬王。神野の部下に暗殺されそうになったところを奏に介入され、逮捕される。
益子の妻 - 松本明子 (Special Thanks)
益子の娘 - 今泉彩良
益子の息子 - 照井宙斗
奏のスーツケースを盗んだ男 - ムロツヨシ

## スタッフ
- 脚本 - 福田雄一
- 共同脚本・脚本協力 - 酒井雅秋、阿相クミコ （エム・エーフィールド）
- プロデューサー - 鹿内植
- 演出 - 成田岳、石井祐介
- 音楽 - Rita-iota
- 主題歌 - EXILE「ふたつの唇」 (rhythm zone)
- 挿入曲 - EXILE「ROCK THE BEAT」 (rhythm zone)
- 挿入歌 - EXILE「Heavenly White」 (rhythm zone)
- CGプロデュース - 冨士川祐輔
- CGデザイン - 鈴木鉄平
- 警察監修 - 飯田裕久（元：警視庁捜査一課刑事）
- 医療指導 - 新村核（第一会若葉クリニック・医師）
- アクションコーディネーター - 松元國士

クラヴマガ•ジャパン 代表取締役会長
- スタントコーディネーター - 釼持誠（元：JAC、現：ケン・スタントクリエーション代表）
- ガンエフェクト - パイロテック
- 制作 - フジテレビドラマ制作センター

## 放送日程
| 各話                                                    | 放送日         | サブタイトル             | 演出     | 視聴率 |
| ------------------------------------------------------- | -------------- | ------------------------ | -------- | ------ |
| 第1話                                                   | 2009年10月19日 | 最悪で最高のバディ誕生!! | 成田岳   | 18.7%  |
| 第2話                                                   | 10月26日       | 親子を守る戦闘術         | 成田岳   | 18.2%  |
| 第3話                                                   | 11月02日       | 仲間の悲しき逮捕         | 石井祐介 | 14.4%  |
| 第4話                                                   | 11月09日       | 宿敵からの挑戦状         | 石井祐介 | 16.1%  |
| 第5話                                                   | 11月16日       | 家出少女の口説き方       | 成田岳   | 17.1%  |
| 第6話                                                   | 11月23日       | 潜入捜査で絶体絶命!?     | 石井祐介 | 14.7%  |
| 第7話                                                   | 11月30日       | 過去との付き合い方       | 成田岳   | 15.3%  |
| 第8話                                                   | 12月07日       | 思い出された約束         | 石井祐介 | 15.7%  |
| 第9話                                                   | 12月14日       | 近づく過去からの罠       | 成田岳   | 13.3%  |
| 最終話                                                  | 12月21日       | 決着のクリスマス         | 成田岳   | 14.0%  |
| 平均視聴率 15.8% 視聴率は関東地区・ビデオリサーチ社調べ |                |                          |          |        |

- 月9では『CHANGE』（2008年4月期）以来5作品ぶりの平均視聴率15%越えとなった。
- 2009年12月から、FCI (Fujisankei Communications International Inc.)が、アメリカ合衆国ニューヨーク州、ニュージャージー州、コネチカット州とカリフォルニア州ロサンゼルス地域、およびハワイ州で各地現地ケーブルテレビ専門局を通じ放送された。

## スピンオフムービー『Mission in 東京DOGS』
フジテレビ On Demandから配信されているショートムービーで、バラエティ番組を模した構成となっている。堀川経一（勝地涼）が「選ばれた出演者にキーワードを言わせよ」というミッションを受け、各出演者に遂行。制限時間は1分。失敗した場合、堀川は罰ゲームとしてモノマネをしなければならない。また、毎週木曜18時からは本編も配信される。
| 各話 | 配信開始日     | キーワード     | その他出演者             |
| ---- | -------------- | -------------- | ------------------------ |
| #1   | 2009年10月19日 | お前かわいいな | 高倉奏（小栗旬）         |
| #2   | 10月26日       | 寒い           | 松永由岐（吉高由里子）   |
| #3   | 11月2日        | 別れよう       | 田中真紀（臼田あさ美）   |
| #4   | 11月9日        | 失礼だな       | 益子礼二（東幹久）       |
| #5   | 11月16日       | 格好いい       | 大友幸三（三浦友和）     |
| #6   | 11月23日       | 頑張っているね | 西岡ゆり（ともさかりえ） |
| #7   | 11月30日       | 楽しい         | 鈴江光男（志賀廣太郎）   |
| #8   | 12月7日        | 面白い         | 高倉京子（田中好子）     |
| #9   | 12月14日       | 凄い           | 舞島ミサ（大塚寧々）     |
| #10  | 12月21日       | 成長したな     | 高倉奏（小栗旬）         |

### スタッフ（スピンオフ）
- プロデューサー - 鹿内植、佐藤未郷
- 演出 - 田中亮
- 制作 - フジテレビドラマ制作センター

## オリジナル・サウンドトラック
- 「東京DOGS」オリジナル・サウンドトラック（rhythm zone）

## 関連書籍
- 東京DOGS ビジュアルフォトブック（扶桑社 2009年12月7日:初版） ISBN 9784594061005

## DVD
- 東京DOGS ディレクターズカット版 DVD-BOX（ポニーキャニオン） - 2010年3月17日発売

## その他
- 地上アナログ放送ではエンディングのみ、アメリカの日本語放送では全編16：9レターボックス映像だった。
- 小栗旬をはじめ、水嶋ヒロ、勝地涼、臼田あさ美、矢崎広、ともさかりえ、ドラマ初出演の水上剣星や川口春奈など月9作品に初めて出演する俳優が多い。
- 10月12日から18日まで表参道駅の改札内においてポスタージャックが敢行された。
- 第1話ではニューヨークでのロケが行われた。
- 最終回のクライマックスシーンのロケは横浜国際プールで行われた。
- 『キャンパスナイトフジ』では、本作品出演を懸けて「女子大生フラッグ徒競走対決」が行われ、水嶋ヒロ演じる工藤マルオの合コン相手の女性役としてキャンパスナイターズ6名が第1話に出演することが決定したが、実際の作品では合コンシーンが尺の都合でカットされた[4]。また、『アイドリング!!!』から大川藍と河村唯が第2話に出演した。
- サークルKサンクスからタイアップ商品として「東京DOGSスパイシーホットドッグ」が10月27日から2週間限定で発売された。
- 青森テレビでは、2010年1月4日から6日、11日から14日、18日から20日に『ドラマストリート』枠で放送された。
- 2011年にウエスタンアームズより高倉奏が使用していたタクティカルカスタムIIを再現したガスガンが発売された。
- 主人公の母親役を演じた田中好子が2011年4月21日に死去したため、田中の最後の連続テレビドラマ出演作となった。
- 福田雄一（『ぼくらの時代』 2017年10月22日放送）によると、第1話の脚本を自分の妻に見せたところ、びりびりに破られ、「こんなつまらない脚本を演じさせられる役者がかわいそうだ、1週間以内に書き直せ」と非常に強いダメ出しを食らったという。